# Brie de Meaux
Pour les articles homonymes, voir Brie.
Le brie de Meaux est un fromage au lait cru dont l'appellation d'origine est préservée commercialement via une AOC depuis 1980. Son aire de production s'étend des plaines briardes jusqu'à la Meuse. Son appellation vient de la région de la Brie et de la commune de Meaux en France.
Sa meilleure période de consommation s'étend de juillet à mars.

## Description

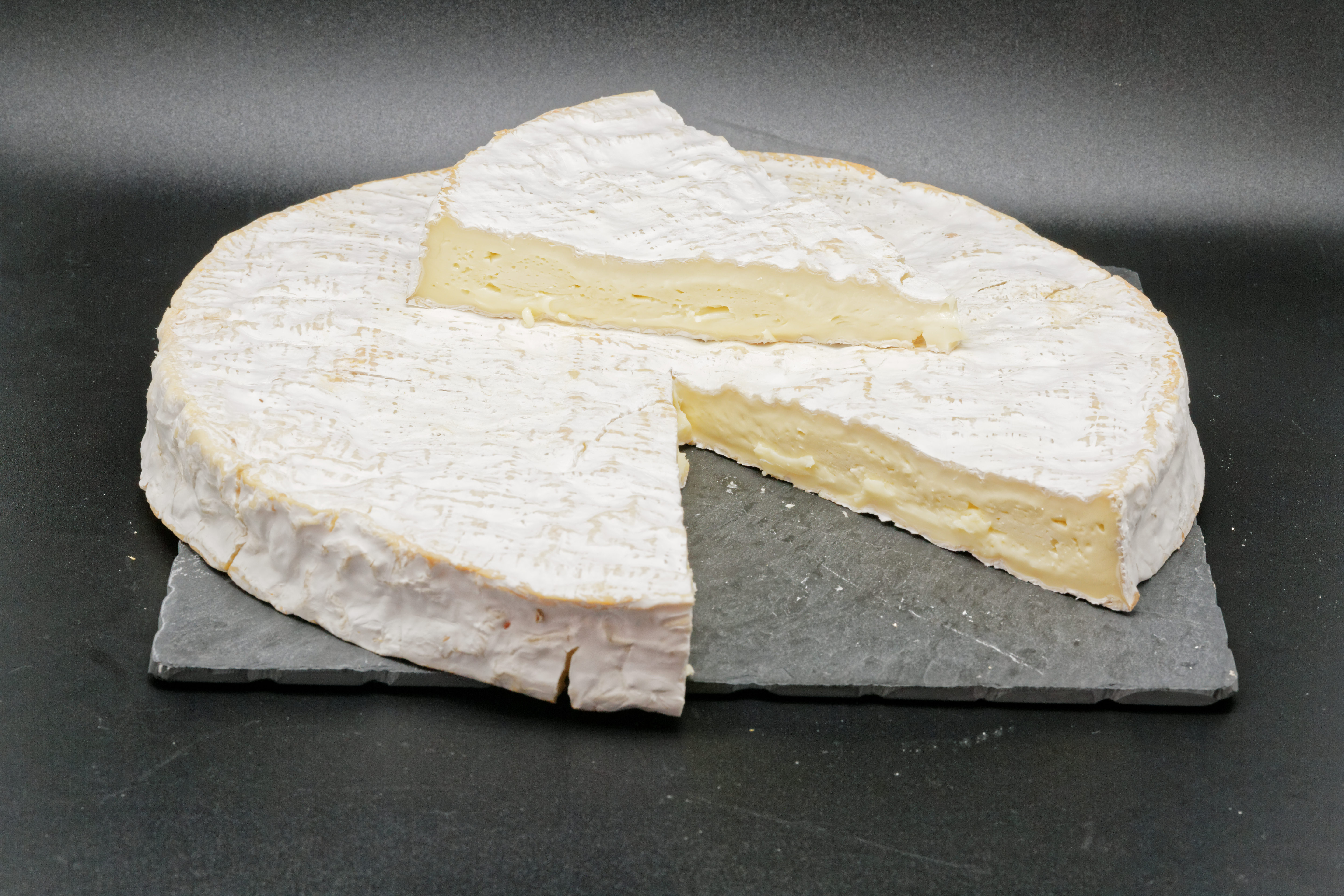
Brie de Meaux.

C'est un fromage à base de lait de vache, cru à pâte molle à croûte fleurie, d'un poids moyen de 2,8 kg pour un diamètre de 36 à 37 cm. Sa croûte est fine, d'un blanc duveteux et parsemée de taches rouges. Sa pâte est couleur jaune paille, onctueuse et souple mais non coulante.

## Histoire
Le brie de Meaux serait originaire de l'abbaye Notre-Dame-de-Jouarre. En 1793, François Joachim Esnue-Lavallée fit son éloge : « Le Brie, aimé par les riches et les pauvres, prêchait l'égalité avant qu'on ne l'ait jamais imaginée possible ».
Ce fromage aurait été sacré « roi des fromages » par Talleyrand lors du congrès de Vienne dont le banquet de clôture eut lieu le 9 juin 1815. Auparavant Talleyrand prétendit qu'aucun fromage ne valait le Brie. Metternich, agacé de ne pas voir son « Bleu de Bavière » reconnu comme le meilleur décida d'organiser pour le banquet final du Congrès une dégustation des cinquante-deux fromages régionaux que représentaient les participants des différents pays en présence. À la fin de la dégustation, ce fut le Prince Metternich, lui-même, qui proclama le Brie « Prince des fromages et premier des desserts ».
À l'origine, le fromage était produit uniquement dans la région autour de Meaux, mais à partir de 1953 le territoire de production voué au commerce s'étend vers l'est jusqu'à la Meuse. L'appellation d'origine contrôlée (AOC) est obtenue le 18 août 1980. En 2015, les fromageries meusiennes de Cousances-lès-Triconville, Raival et Biencourt-sur-Orge, situées dans l'aire géographique de la production du lait et de sa transformation en fromage de brie de Meaux (AOC et AOP) fabriquent 70 % de la production française de ce fromage.

## Consommation
Sa pâte jaune paille faite à cœur révèle un goût de noisette et une légère odeur de fermentation. Plus il est affiné, plus il est corsé. De nombreux vins (rouges ou blancs) peuvent accompagner le brie de Meaux : bourgogne, côtes du Rhône, saint-émilion, pomerol, pinot-noir d'Alsace, voire champagne... Certains conseillent plutôt le cidre, de préférence de la même région.
Il entre également dans la confection de nombreuses spécialités culinaires de la région de la Brie : les galettes briardes, les bouchées à la reine au brie de Meaux...

## Production du lait et transformation en fromage

### Transformation en fromage

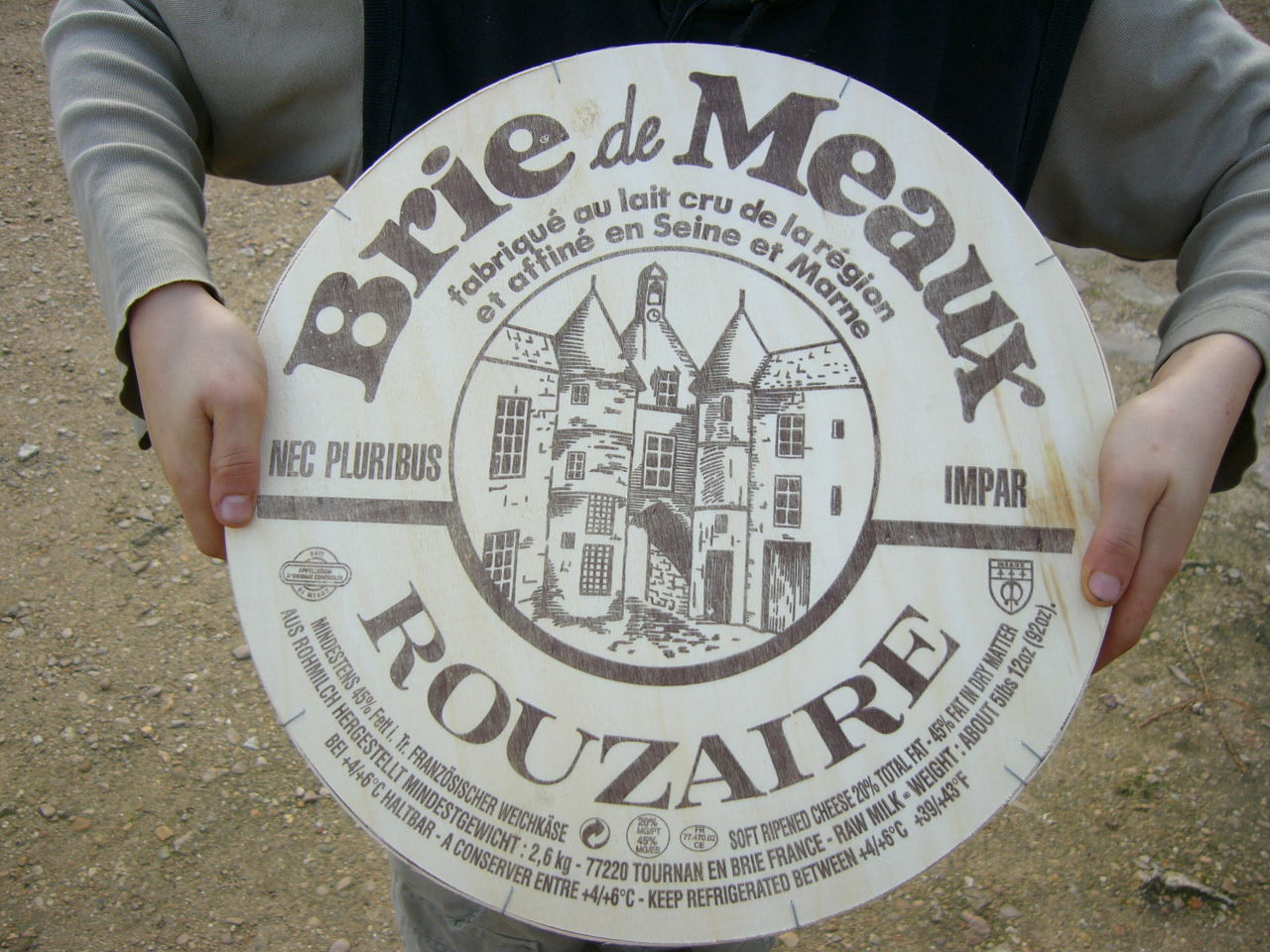
Boîte de brie de Meaux, Société Rouzaire.

Le brie de Meaux est fabriqué avec du lait cru. Il faut environ 25 litres de lait pour un fromage de 3,5 kg. Le lait fermente en cuve durant 16 heures, puis est mis en bassine avec de la présure pour être caillé (le caillage dure une heure). Il est ensuite coupé en petits cubes avec un tranche-caillé. Enfin, il est moulé à la main par fines couches successives à l'aide d'une « pelle à brie », sorte de grande écumoire. La température de la pièce dans laquelle est effectué le moulage doit être portée à 33 °C durant 4 heures, afin de faire évacuer le lactosérum, puis à 24 °C durant six heures et enfin à 19 °C. L'égouttage s'effectue sur des nattes de roseaux. Le lendemain, les fromages sont démoulés puis salés au sel sec : ils restent alors dans la salle de salage durant deux jours. Ensuite, les fromages sont mis dans une salle à 12 °C dans laquelle ils vont commencer à s'affiner. Leur couleur blanche commencera à apparaître. Au bout d'une semaine, les fromages seront mis dans un autre réfrigérateur à 7 °C. Il faut attendre encore 3 semaines au minimum mais les bries n'atteignent leur complète maturité qu'au bout de 6 à 8 semaines. Pendant toute la période d'affinage, les fromages sont retournés régulièrement à la main.
Le temps de fabrication du brie de Meaux est de 2 mois en tout.

### Aire d'appellation
Le territoire de production du brie de Meaux est limité aux départements de Seine-et-Marne, du Loiret, de la Meuse, de l'Aube, de la Marne, de la Haute-Marne et de l'Yonne. La Meuse représente à elle seule plus de 70 % de la production de lait pour ce brie, et de nombreuses fabriques également.
Communes du département de l'Aube : toutes les communes des cantons d'Arcis-sur-Aube, Chavanges et Ramerupt, toutes les communes de l'arrondissement de Nogent-sur-Seine et les communes de Bétignicourt, Blignicourt, Courcelles-sur-Voire, Lassicourt, Lesmont, Molins-sur-Aube, Rances, Rosnay-l'Hôpital, Saint-Christophe-Dodinicourt, Soulaines-Dhuys et Yèvres-le-Petit.
Communes du département du Loiret : toutes les communes des cantons de Château-Renard, Courtenay et Ferrières-en-Gâtinais.
Communes du département de la Marne : toutes les communes des cantons d'Anglure, Châtillon-sur-Marne, Dormans, Esternay , Montmirail, Montmort-Lucy, Saint-Remy-en-Bouzemont-Saint-Genest-et-Isson, Sézanne et les communes de Bréban, Chapelaine, Corbeil, Humbauville, Saint-Martin-d'Ablois, Saint-Ouen-Domprot, Saint-Utin, Sompuis et Somsois.
Communes du département de la Haute-Marne : toutes les communes des cantons de Chevillon, Montier-en-Der, Poissons, Saint-Dizier-Centre, Saint-Dizier-Nord-Est, Saint-Dizier-Sud-Est,Saint-Dizier-Ouest, Wassy.
Communes du département de la Meuse : totalement les cantons de Ancerville, Bar-le-Duc, Canton de Clermont-en-Argonne, Ligny-en-Barrois, Montiers-sur-Saulx, Pierrefitte-sur-Aire, Revigny-sur-Ornain, Seuil-d'Argonne, Vaubecourt, Vavincourt ; partiellement les cantons Commercy, Saint-Mihiel, Souilly, Verdun, Void-Vacon et les communes de Bonnet, Saint-Joire et Tréveray.
Communes du département de Seine-et-Marne : toutes les communes.
Communes du département de l'Yonne : toutes les communes des cantons de Chéroy et de Pont-sur-Yonne et les communes de Nailly, Piffonds, Saint-Martin-du-Tertre et Vinneuf.

## Chiffres de production
6 173 tonnes en 2013 (-17,6 % depuis 2000), par 7 fabricants-affineurs, 3 affineurs et 8 laiteries industrielles fournies en lait par 443 producteurs. En 2021, la production s'établit à  6 849 tonnes.